# میخیلو دیاچوک-استاویتسکی
میخیلو دیاچوک-استاویتسکی (اوکراینی: Михайло Юрійович Дячук-Ставицький؛ زادهٔ ۱ ژانویهٔ ۱۹۸۹) بازیکن فوتبال اهل اوکراین است.
از باشگاه‌هایی که در آن بازی کرده‌است می‌توان به باشگاه فوتبال کارپاتی لویو اشاره کرد.